# چاندا پرسکاد واینشتاین
چاندا پرسکاد واینشتاین (انگلیسی: Chanda Prescod-Weinstein؛ زادهٔ ۲۳ اوت ۱۹۸۲) یک فیزیک‌دان نظری کیهان‌شناسی و فیزیک ذرات اهل ایالات متحده است که در دانشگاه نیوهمپشر فعالیت می‌کند. او همچنین از حامیان افزایش تنوع در علوم است.

## زندگی و تحصیلات اولیه
پرسکاد-واینشتاین در لس آنجلس متولد شد و در محله ال سرنو در بخش شرقی این شهر بزرگ شد. او در مدارس اتحادیه مدارس لس آنجلس تحصیل کرد. او از طرف مادرش دارای اصالت باربادوسی و از طرف پدرش دارای‌تبار تاریخ یهودیان در روسیه و یهودی اوکراینی است.
او در سال ۲۰۰۳ مدرک کارشناسی خود را در رشته فیزیک و نجوم از کالج هاروارد دریافت کرد. پایان‌نامه کارشناسی او تحت عنوان «مطالعه بادها در هسته‌های کهکشانی فعال» تحت راهنمایی مارتین الویس انجام شد. او سپس در سال ۲۰۰۵ مدرک کارشناسی ارشد خود را در رشته نجوم از دانشگاه کالیفرنیا، سانتا کروز دریافت کرد و تحت راهنمایی آنتونی آگویره کار کرد.
در سال ۲۰۰۶، پرسکاد-واینشتاین مسیر تحقیقاتی خود را تغییر داد و در نهایت به مؤسسه پریمتر برای فیزیک نظری منتقل شد تا تحت راهنمایی لی اسمولین کار کند. او در سال ۲۰۱۰ پایان‌نامه دکترای خود را با عنوان «انبساط شتاب‌دار جهان به عنوان پدیده‌شناسی گرانش کوانتومی» به پایان رساند، که تحت راهنمایی لی اسمولین و نیاش افشردی در دانشگاه واترلو انجام شد، در حالی که تحقیقاتش را در مؤسسه پریمتر ادامه می‌داد.

## پژوهش
تحقیقات پرسکاد-واینشتاین بر موضوعات مختلفی در کیهان‌شناسی فیزیکی و فیزیک نظری متمرکز بوده است که شامل اکسیون به عنوان یک نامزد ماده تاریک، تورم کیهانی، نظریه میدان کلاسیک و نظریه میدان‌های کوانتومی در گاه‌شمار جهان می‌شود.
از سال ۲۰۰۴ تا ۲۰۰۷، او یکی از پژوهشگران منتخب بنیاد ملی علوم در برنامه کمک‌هزینه تحصیلی تحقیقات تحصیلات تکمیلی بود.
پس از دریافت مدرک دکتری، او به عنوان پژوهشگر فوق دکتری ناسا در آزمایشگاه کیهان‌شناسی رصدی در مرکز پروازهای فضایی گادرد مشغول به کار شد. در سال ۲۰۱۱، او برندهٔ بورسیهٔ فوق دکتری دکتر مارتین لوتر کینگ جونیور در مؤسسه فناوری ماساچوست شد و در آنجا به‌طور مشترک در مؤسسه کاولی برای تحقیقات اخترفیزیک و فضا و همچنین در دپارتمان فیزیک مشغول به کار شد. در مؤسسه فناوری ماساچوست، پرسکاد-واینستین در گروه الن گوت در مرکز فیزیک نظری مؤسسه فناوری ماساچوست فعالیت داشت.
در سال ۲۰۱۶، پرسکاد-واینستین به عنوان پژوهشگر فوق دکتری در دانشگاه واشینگتن با اَن نلسون همکاری کرد.
در همان سال، او به عنوان محقق اصلی، یک گرنت ۱۰۰٬۵۲۲ دلاری از FQXI برای پژوهشی با عنوان «الگوهای معرفت‌شناختی در اخترفیزیک: بازسازی ناظرها» دریافت کرد. این پژوهش به دنبال بررسی نحوهٔ بازتعریف مفهوم «ناظر» برای به رسمیت شناختن افرادی است که خارج از چارچوب روشنگری اروپایی قرار دارند و اینکه چگونه این تغییر دیدگاه می‌تواند بر تولید دانش در علم تأثیر بگذارد.
او در حال حاضر بر روی پروژهٔ NASA STROBE-X کار می‌کند.
از سال ۲۰۱۹، او عضو هیئت علمی دپارتمان فیزیک و اخترشناسی و همچنین مطالعات زنان و جنسیت در دانشگاه نیوهمپشر است. او در سال ۲۰۲۳ موفق به دریافت سمت دانشیاری شد.

## جوایز
پرسکاد-واینستین در سال ۲۰۰۷ بورسیهٔ Gordon C Bynoe از شرکت باربادوس هاوس کانادا را دریافت کرد. در سال ۲۰۱۳، او برندهٔ جایزهٔ "Infinite Kilometer Award" از مؤسسه فناوری ماساچوست شد. در مارس ۲۰۱۷، پرسکاد-واینستین برندهٔ جایزهٔ "Acknowledgement of Excellence" از سوی LGBT+ Physicists شد. این جایزه به پاس "سال‌ها تلاش مستمر در تغییر فرهنگ فیزیک به سمت فراگیرتر شدن و درک بیشتر نسبت به همهٔ اقشار به حاشیه رانده‌شده" به او اهدا شد.
او توسط مجلهٔ Essence به عنوان یکی از ۱۵ زن سیاه‌پوستی که مسیر را در علوم، فناوری، مهندسی و ریاضیات (STEM) هموار کرده و موانع را شکسته‌اند، معرفی شد. داستان شخصی و دیدگاه‌های او در چندین رسانه از جمله هاف‌پست، Gizmodo, Nylon و African-American Intellectual History Society منتشر شده است.
او در ژانویهٔ ۲۰۲۱ در فهرست «ده فردی که در سال ۲۰۲۰ علم را شکل دادند» توسط Nature قرار گرفت. همچنین، او یکی از افراد برگزیدهٔ VICE Motherboard در فهرست "Humans2020" بود؛ این فهرست از دانشمندان، مهندسان و متفکرانی که در حال تغییر جهان به سمت بهتر شدن هستند، تقدیر می‌کند.